# Saša Ilić (ur. 1977)
Saša Ilić (cyr. Саша Илић, ur. 30 grudnia 1977 w Požarevacu) – serbski piłkarz występujący na pozycji pomocnika.

## Kariera klubowa
Ilić rozpoczynał swoją piłkarską karierę w rodzinnym Belgradzie. W 1996 został zawodnikiem pierwszoligowego Partizana, w którym występował przez prawie 10 lat. W 2003 został mistrzem Serbii i Czarnogóry i przeniósł się na krótko do Primera División. Tam występował w Celcie Vigo (1 bramka w 13 meczach), jednak po spadku z 1. ligi Ilić wrócił do Belgradu i w 2005 ponownie wywalczył z klubem mistrzostwo kraju. Dla Partizana rozegrał 200 meczów, w których zdobył 98 bramek. Jego doskonała forma w sezonie 2004/2005 zaowocowała transferem do czołowego tureckiego klubu Galatasaray SK. Już w pierwszym meczu ligowym Ilić zdobył dwa gole. W Galatasaray zaproponowano mu koszulkę z numerem 10, jednak odmówił i gra z numerem 22. W sezonie 2005/2006 zdobył z zespołem mistrzostwo Turcji i strzelił 12 bramek w 30 ligowych meczach. Natomiast w sezonie 2006/2007 zajął z Galatasaray 3. pozycję w lidze.
Latem 2007, za 900 tysięcy euro, Ilić przeszedł do mistrza Austrii, Red Bull Salzburg. Na koniec sezonu 2007/2008 został wicemistrzem kraju. W 2009 roku został mistrzem Austrii, ale w trakcie sezonu został wypożyczony do greckiego AE Larisa. W 2010 roku powrócił do Partizana.

## Kariera reprezentacyjna
Ilić zadebiutował w reprezentacji Jugosławii w sierpniu 2000 roku w meczu przeciwko Irlandii Północnej. W 2006 występował na nieudanych dla Serbii i Czarnogóry Mistrzostwach Świata, na których zdobył jedną z bramek w, przegranym 2:3, ostatnim meczu grupowym przeciwko Wybrzeżu Kości Słoniowej. Do tej pory rozegrał w drużynie narodowej 33 mecze i zdobył 6 bramek.